# Denias, Senandung Di Atas Awan
Denias, Senandung Di Atas Awan é um filme de drama indonésio de 2006 dirigido e escrito por John de Rantau. Foi selecionado como representante da Indonésia à edição do Oscar 2007, organizada pela Academia de Artes e Ciências Cinematográficas.

## Elenco
- Mathias Muchus - Pak Guru
- Nia Zulkarnaen
- Ryan Stevano William Manoby - Noel
- Pevita Eileen Pearce - Angel
- Minus Coneston Karoba - Enos
- Albert Fakdawer - Denias
- Michael Jakarimilena - pai de Denias
- Audrey Pailaya
- Ari Sihasale - Maleo
- Marcella Zalianty